# Ruch Muzyczny

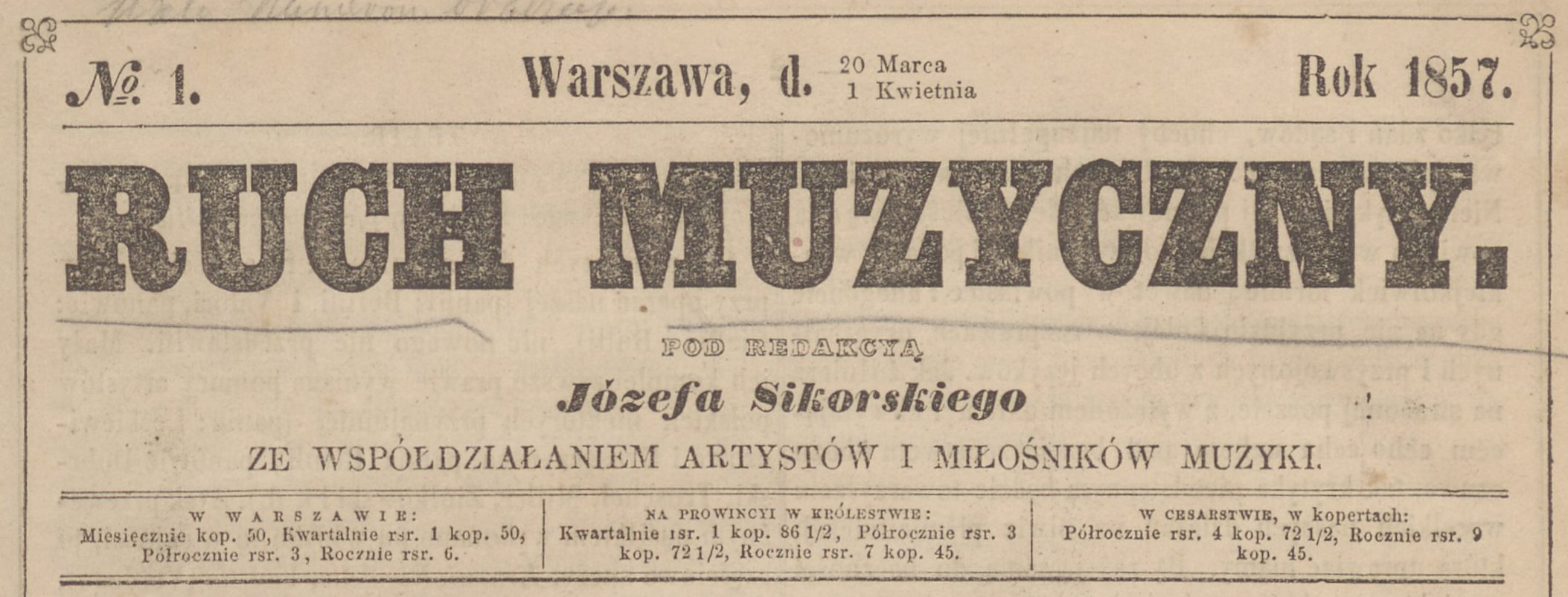
Winieta numeru 1 z 1857

Ruch Muzyczny – polskie czasopismo muzyczne. Ukazało się po raz pierwszy w XIX w. (1857–1861) w Warszawie pod redakcją Józefa Sikorskiego, a po raz drugi w XX w., najpierw w Krakowie (1945–1949), następnie w Warszawie. Poświęcone muzyce poważnej wszystkich epok. Publikuje relacje z koncertów i festiwali, recenzje płyt i książek, eseje, felietony oraz artykuły dotyczące wszelkich aspektów muzyki poważnej.
Tuż po wojnie pismo powstało w Krakowie jako głos Związku Zawodowego Muzyków RP, wydawcą było Polskie Wydawnictwo Muzyczne. W zespole redakcji zasiadali wówczas Bronisław Rutkowski (redaktor naczelny), Jerzy Broszkiewicz, Roman Haubenstock, Stefania Łobaczewska i Zygmunt Mycielski. Pisali m.in.: Ludwik Erhardt, Nelly Gorska, Stefan Kisielewski, Leopold Tyrmand, Lucjan Kydryński, Bohdan Pilarski, Adam Rieger, Bogusław Schaeffer, Mieczysław Tomaszewski, Paweł Beylin i Janusz Wilczek. „Ruch Muzyczny” wychodził w Krakowie do roku 1949, wznowiony został w roku 1957, a w 1960 roku reaktywował i współredagował „Ruch Muzyczny” Mieczysław Tomaszewski – muzykolog i wydawca, związany z PWM. W latach 1959–1968 pismo prowadził Zygmunt Mycielski, w latach 1971–2008 redaktorem naczelnym był Ludwik Erhardt, a od 2008 do 2013 – Olgierd Pisarenko. W latach 2013–2019 redaktorem naczelnym był Tomasz Cyz. 1 kwietnia 2019 stanowisko to objął Piotr Matwiejczuk. Od 1 maja 2021 redaktorem naczelnym jest Daniel Cichy.
Do marca 2010 roku „Ruch Muzyczny” wydawała Biblioteka Narodowa, od kwietnia 2010 wydawany był przez Instytut Książki, a od 2018 roku ponownie przez Polskie Wydawnictwo Muzyczne.
Do roku 2013 „Ruch Muzyczny” wychodził jako dwutygodnik. W październiku 2013 roku zmieniono formułę pisma na miesięcznik, a od stycznia 2020 ponownie ukazuje się co dwa tygodnie.

## Redaktorzy naczelni
- Stefan Kisielewski (1945–1948)
- Zygmunt Mycielski (1959–1968)
- Ludwik Erhardt (1971–2008)
- Olgierd Pisarenko (2008–2013)
- Tomasz Cyz (2013–2019)
- Piotr Matwiejczuk (2019–2021)
- Daniel Cichy(inne języki) (od 2021)